# Charinus troglobius
Charinus troglobius is een soort zweepspin (Amblypygi). Hij komt voor in Brazilië in de grotten bij Serra do Ramalho en Carinhanha. De soort is troglofiel. Een bijzonderheid ten opzichte van de andere in Brazilië voorkomende zweepspinnen is de afwezigheid van het middenooguitsteeksel.